# 콜레라 백신
콜레라 백신(Cholera vaccine)은 콜레라 예방에 효과적인 백신이다. 예방 접종 후 처음 6개월 동안 대략 85 퍼센트의 보호를 제공하며, 처음 1년 동안 50에서 64퍼센트까지의 감소율을 보인다. 2년 후의 보호 수준은 50퍼센트 미만으로 감소한다. 충분한 수의 인구가 접종을 통해 면역되어 있다면, 면역되어 있지 않은 사람들을 보호할 수 있는데, 이를 집단 면역이라고 한다.
세계보건기구(WHO)는 높은 위험군의 사람들에게 다른 조치와 함께 콜레라 백신을 복용할 것을 권고한다. 구강 백신과 함께 2~3도스(dose)가 일반적으로 권고된다. 보호 기간은 성인 기준으로 2년, 2~5세의 어린이의 경우 6개월이다. 콜레라가 만연한 지역으로 여행을 떠나는 사람을 위해 1도스의 백신이 판매된다. 2010년, 일부 국가에서 주사 가능한 콜레라 백신이 판매되었다.
판매되고 있는 구강 형태의 백신은 대체적으로 안전한 편이다. 온화한 복부 비만이나 설사가 발생할 수 있다. 임신 중이거나 면역 결핍 환자에게 안전하다. 60개 이상의 국가에서 사용이 허가되어 있다. 질병이 만연한 국가들에서 이 백신은 비용 효율적인 것으로 간주된다.
콜레라에 대항하여 사용된 최초의 백신은 1800년대 말에 개발되었다. 이는 연구소에서 개발되어 처음으로 널리 사용된 백신이었다. 구강 백신은 1990년대에 처음 도입되었다. 의료제도에서 필수적인 가장 효과적이고 안전한 의약품 목록인 WHO 필수 의약품 목록에 등재되어 있다. 항콜레라 면역 비용은 0.1~4.0 USD 사이이다.